# Campionati del mondo di ciclismo su strada 1985
I Campionati del mondo di ciclismo su strada 1985 si disputarono a Giavera del Montello, in Italia.
Furono assegnati quattro titoli:
- Prova in linea Donne, gara di 73,7 km
- Prova in linea Uomini Dilettanti, gara di 177 km
- Cronometro a squadre Uomini Dilettanti, gara di 100 km
- Prova in linea Uomini Professionisti, gara di 265,5 km

## Storia
Il circuito veneto del Montello vide la vittoria del trentanovenne olandese Joop Zoetemelk, che riuscì a scattare dal gruppo dei migliori a due chilometri, arrivando solo al traguardo.

## Medagliere
| Pos.   | Nazione          | Oro | Argento | Bronzo | Totale |
| ------ | ---------------- | --- | ------- | ------ | ------ |
| 1      | Francia          | 1   | 0       | 0      | 1      |
| 1      | Polonia          | 1   | 0       | 0      | 1      |
| 1      | Paesi Bassi      | 1   | 0       | 0      | 1      |
| 1      | Unione Sovietica | 1   | 0       | 0      | 1      |
| 5      | Italia           | 0   | 1       | 2      | 3      |
| 6      | Stati Uniti      | 0   | 1       | 0      | 1      |
| 6      | Danimarca        | 0   | 1       | 0      | 1      |
| 6      | Cecoslovacchia   | 0   | 1       | 0      | 1      |
| 9      | Belgio           | 0   | 0       | 1      | 1      |
| 9      | Germania Ovest   | 0   | 0       | 1      | 1      |
| Totale | Totale           | 4   | 4       | 4      | 12     |

## Sommario degli eventi
| Eventi                        | Oro                                                 | Tempo                      | Argento                                  | Tempo | Bronzo                                      | Tempo |
| Uomini Professionisti         |                                                     |                            |                                          |       |                                             |       |
| Gara in linea dettagli        | Joop Zoetemelk Paesi Bassi                          | 6h26'38" Media 41,201 km/h | Greg LeMond Stati Uniti                  | a 3"  | Moreno Argentin Italia                      | s.t.  |
| Uomini Dilettanti             |                                                     |                            |                                          |       |                                             |       |
| Gara in linea dettagli        | Lech Piasecki Polonia                               | ?                          | Johnny Weltz Danimarca                   | ?     | Franck Van De Vijver Belgio                 | ?     |
| Cronometro a squadre dettagli | Unione Sovietica Ždanov, Klimov, Sumnikov, Zinov'ev | ?                          | Cecoslovacchia Hrůza, Jurčo, Klasa, Křen | ?     | Italia Bartalini, Podenzana, Poli, Vandelli | ?     |
| Donne                         |                                                     |                            |                                          |       |                                             |       |
| Gara in linea dettagli        | Jeannie Longo Francia                               | 1h53'10"                   | Maria Canins Italia                      | s.t.  | Sandra Schumacher Germania Ovest            | a 47" |